# Ibon Gutiérrez Fernández
Ibon Gutiérrez Fernández  (Bilbao, Vizcaya, 10 de julio de 1984) es un exfutbolista español que jugaba de centrocampista. 
Es primo segundo del exfutbolista internacional del Real Madrid, José María Gutiérrez "Guti".

## Trayectoria
Jugó desde 1997 en las categorías inferiores del Athletic Club. En la temporada 2005-2006 pasó a formar parte de la primera plantilla. Debutó el 2 de julio en un partido de Copa Intertoto ante el CFR Cluj. Su debut en Primera División fue, el 27 de agosto de 2005, en el partido Athletic Club 3 - 0 Real Sociedad de la mano de Mendilibar. En esa misma temporada fue cedido al Club Deportivo Numancia, tras la llegada al banquillo de Javier Clemente que descartó al jugador.
En verano de 2006 fue cedido al Club Deportivo Castellón de Segunda División. Allí, pasó dos temporadas sin consagrarse como titular (42 partidos). En 2008 fichó por el Albacete, donde disputó 21 partidos. En 2009 fichó por el Alicante de Segunda B, categoría en la que continuaría jugando hasta 2017 en clubes como el Alavés o el Sestao River. Sus mejores años los vivió en el Sant Andreu, donde fue titular indiscutible jugando 74 partidos entre 2013 y 2015.
En octubre de 2017 fichó por el Sodupe de Tercera División. De cara a la campaña 2018-19 se incorporó a la SD San Pedro, equipo recién ascendido a Tercera División.

## Clubes
| Club                             | País   | Año         |
| -------------------------------- | ------ | ----------- |
| CD Basconia                      | España | 2002 - 2003 |
| Bilbao Athletic                  | España | 2003 - 2005 |
| Athletic Club                    | España | 2005 - 2006 |
| CD Numancia (cedido)             | España | 2006        |
| Club Deportivo Castellón         | España | 2006 - 2008 |
| Albacete Balompié                | España | 2008 - 2009 |
| Alicante CF                      | España | 2009 - 2010 |
| Deportivo Alavés                 | España | 2010 - 2011 |
| Sestao River Club                | España | 2011 - 2013 |
| UE Sant Andreu                   | España | 2013 - 2015 |
| Club de Fútbol Badalona          | España | 2015 - 2016 |
| Club Deportivo Palencia Balompié | España | 2016 - 2017 |
| Sodupe                           | España | 2017 - 2018 |
| SD San Pedro                     | España | 2018 - 2020 |